# Premiile Madonnei
Madonna a stabilit un record la premiile MTV Video Music Awards, câștigând 20 de premii și 68 de nominalizǎri, mai multe decât oricare alt artist. Printre premiile câștigate se numără și șapte premii Grammy, 18 premiie oferite de revista Rolling Stone, 16 premii Billboard Music Awards, patru Vh1 Fashion Awards, trei World Music Awards și Australian Music Award, două premii Juno și un Glob de Aur. 

## Premii pentru cariera în muzică

### Premii și nominalizări la American Music Awards
Din cele 17 nominalizări la American Music Awards, dintre care cinci la categoria „Favorite Female Artist - Pop / Rock”, Madonna a câștigat de patru ori.
| Anul                  | Genul                                            | Albumul/Premiul | Rezultatul   |
| --------------------- | ------------------------------------------------ | --------------- | ------------ |
| American Music Awards |                                                  |                 |              |
| 1985                  | Favorite Female Artist - Pop / Rock              | —               | Nominalizare |
| 1986                  | Favorite Female Artist - Pop / Rock              | —               | Nominalizare |
| 1986                  | Favorite Album - Pop / Rock                      | Like a Virgin   | Nominalizare |
| 1986                  | Favorite Female Video Artist - Pop / Rock        | —               | Nominalizare |
| 1987                  | Favorite Female Artist - Pop / Rock              | —               | Nominalizare |
| 1987                  | Favorite Female Video Artist - Pop / Rock        | —               | Câștigat     |
| 1987                  | Favorite Single - Pop / Rock                     | „Live to Tell”  | Nominalizare |
| 1988                  | Favorite Female Artist - Pop / Rock              | —               | Nominalizare |
| 1990                  | Favorite Female Artist - Pop / Rock              | —               | Nominalizare |
| 1990                  | Favorite Single - Dance                          | „Like a Prayer” | Nominalizare |
| 1991                  | Favorite Female Artist - Pop / Rock              | —               | Nominalizare |
| 1991                  | Favorite Single - Pop / Rock                     | „Vogue”         | Nominalizare |
| 1991                  | Favorite Artist - Dance                          | —               | Nominalizare |
| 1991                  | Favorite Single - Dance                          | „Vogue”         | Câștigat     |
| 1992                  | Favorite Artist - Dance                          | —               | Nominalizare |
| 2003                  | Michael Jackson International Artist of the Year | —               | Câștigat     |

### ASCAP Film and TV Music Awards
| Anul           | Genul                                    | Albumul/Premiul                 | Rezultatul  |
| -------------- | ---------------------------------------- | ------------------------------- | ----------- |
| Premiile ASCAP |                                          |                                 |             |
| 1987           | Most Performed Songs from Motion Picture | „Live to Tell”                  | Câștigat    |
| 1988           | Most Performed Songs from Motion Picture | „Who's That Girl”               | Câștigat    |
| 1993           | Best Songwriting                         | „This Used to by My Playground” | Câștigat    |
| 1996           | Pop Award                                | „You'll See”                    | Câștigat    |
| 1999           | Most Performed Song From Motion Pictures | „Beautiful Stranger”            | Câștigat    |
| 2001           | Most Performed Song                      | „Don't Tell Me”                 | Nominalizat |
| 2002           | ASCAP Pop Music Awards                   | „Don't Tell Me”                 | Câștigat    |

### Premii Billboard Music Awards
| Anul                   | Genul                               | Albumul/Premiul                               | Rezultatul  |
| ---------------------- | ----------------------------------- | --------------------------------------------- | ----------- |
| Billboard Music Awards |                                     |                                               |             |
| 1985                   | Top Pop Artist                      | —                                             | Câștigat    |
| 1985                   | Top Pop Album Artist                | Like a Virgin                                 | Nominalizat |
| 1985                   | Top Pop Album Artist - Female       | Like a Virgin                                 | Câștigat    |
| 1985                   | Top Pop Singles                     | „Like a Virgin”                               | Nominalizat |
| 1985                   | Top Pop Singles Artist              | „Like a Virgin”                               | Câștigat    |
| 1985                   | Top Dance Club Play Singles/Albums  | „Like a Virgin”                               | Nominalizat |
| 1985                   | Top Pop Singles                     | „Like a Virgin”                               | Nominalizat |
| 1985                   | Top Dance Club Play Artist          | —                                             | Câștigat    |
| 1985                   | Top Dance Sales Artist              | —                                             | Câștigat    |
| 1985                   | Top Dance Sales Singles/Albums      | „Angel”/„Into the Groove”                     | Nominalizat |
| 1985                   | Top Music Video                     | Madonna                                       | Câștigat    |
| 1986                   | Top Music Video                     | Live - The Virgin Tour                        | Câștigat    |
| 1987                   | Top Pop Singles Artist              | —                                             | Câștigat    |
| 1987                   | Top Pop Singles Artist - Female     | —                                             | Câștigat    |
| 1987                   | Top Dance Sales Artist              | —                                             | Câștigat    |
| 1989                   | Top Adult Contemporary Artist       | —                                             | Câștigat    |
| 1995                   | Top Hot 100 Singles Artist - Female | „Take a Bow”                                  | Câștigat    |
| 1995                   | Top Hot Dance Club Play Artist      | —                                             | Câștigat    |
| 1996                   | Artist Achievement Award            | —                                             | Câștigat    |
| 1999                   | Best Clip of the Year               | „Beautiful Stranger”                          | Nominalizat |
| 1999                   | Best Director                       | „Beautiful Stranger”                          | Nominalizat |
| 2000                   | Best Music Video                    | „Music”                                       | Câștigat    |
| 2004                   | Best Selling Dance Single           | „Me Against the Music” (feat. Britney Spears) | Câștigat    |

### Premiile BRIT
| Anul          | Genul                            | Albumul/Premiul | Rezultatul  |
| ------------- | -------------------------------- | --------------- | ----------- |
| Premiile BRIT |                                  |                 |             |
| 1995          | Best International Female Artist | —               | Nominalizat |
| 1999          | Best International Female Artist | —               | Nominalizat |
| 2001          | Best International Female Artist | —               | Câștigat    |
| 2006          | Best International Female Artist | —               | Câștigat    |
| 2006          | Best International Pop Act       | —               | Nominalizat |
| 2006          | Best International Album         | —               | Nominalizat |

### Premii și nominalizări la MTV VMA
Madonna a stabilit un record la premiile MTV Video Music Awards, câștigând 20 de premii din 69 de nominalizǎri, mai multe decât oricare alt interpret.
| Anul                   | Genul                                      | Videoclipul               | Rezultatul   |
| ---------------------- | ------------------------------------------ | ------------------------- | ------------ |
| MTV Video Music Awards |                                            |                           |              |
| 1984                   | Debutul anului                             | „Borderline”              | Nominalizare |
| 1985                   | Cel mai bun videoclip al unei artiste      | „Material Girl”           | Nominalizare |
| 1985                   | Cea mai bună coregrafie                    | „Material Girl”           | Nominalizare |
| 1985                   | Cea mai bună coregrafie                    | „Like a Virgin”           | Nominalizare |
| 1985                   | Best Art Direction                         | „Like a Virgin”           | Nominalizare |
| 1985                   | Cea mai bunǎ producție pentru un videoclip | „Like a Virgin”           | Nominalizare |
| 1986                   | MTV Video Vanguard Award                   | Career Achievement        | Câștigat     |
| 1986                   | Cea mai bunǎ coregrafie                    | „Dress You Up” (live)     | Nominalizare |
| 1986                   | Cea mai bunǎ coregrafie                    | „Like a Virgin” (live)    | Nominalizare |
| 1987                   | Cel mai bun videoclip al unei artiste      | „Papa Don't Preach”       | Câștigat     |
| 1987                   | Cel mai bun videoclip al unei artiste      | „Open Your Heart”         | Nominalizare |
| 1987                   | Best Overall Performance                   | „Papa Don't Preach”       | Nominalizare |
| 1987                   | Cea mai bunǎ coregrafie                    | „Open Your Heart”         | Nominalizare |
| 1987                   | Best Art Direction                         | „Open Your Heart”         | Nominalizare |
| 1987                   | Cea mai bunǎ producție pentru un videoclip | „Papa Don't Preach”       | Nominalizare |
| 1989                   | Videoclipul anului                         | „Like a Prayer”           | Nominalizare |
| 1989                   | Cel mai bun videoclip al unei artiste      | „Express Yourself”        | Nominalizare |
| 1989                   | Cea mai bunǎ regizare                      | „Express Yourself”        | Câștigat     |
| 1989                   | Best Art Direction                         | „Express Yourself”        | Câștigat     |
| 1989                   | Cea mai bunǎ producție pentru un videoclip | „Express Yourself”        | Câștigat     |
| 1989                   | Cea mai bunǎ editare                       | „Express Yourself”        | Nominalizare |
| 1989                   | Alegerea spectatorilor                     | „Like a Prayer”           | Câștigat     |
| 1990                   | Videoclipul anului                         | „Vogue”                   | Nominalizare |
| 1990                   | Cel mai bun videoclip al unei artiste      | „Vogue”                   | Nominalizat  |
| 1990                   | Cel mai bun videoclip dance                | „Vogue”                   | Nominalizare |
| 1990                   | Cea mai bunǎ regizare                      | „Vogue”                   | Câștigat     |
| 1990                   | Cea mai bună coregrafie                    | „Vogue”                   | Nominalizare |
| 1990                   | Best Art Direction                         | „Vogue”                   | Nominalizare |
| 1990                   | Cea mai bunǎ editare                       | „Vogue”                   | Câștigat     |
| 1990                   | Cea mai bunǎ producție pentru un videoclip | „Vogue”                   | Câștigat     |
| 1990                   | Alegerea spectatorilor                     | „Vogue”                   | Nominalizare |
| 1991                   | Cel mai bun videoclip al unei artiste      | „Like a Virgin” (live)    | Nominalizare |
| 1991                   | Cea mai bunǎ coregrafie                    | „Like a Virgin” (live)    | Nominalizare |
| 1991                   | Cel mai bun videoclip de lung-metraj       | The Immaculate Collection | Câștigat     |
| 1992                   | Cel mai bun videoclip al unei artiste      | „Holiday” (live)          | Nominalizare |
| 1992                   | Cel mai bun videoclip dance                | „Holiday” (live)          | Nominalizare |
| 1992                   | Cea mai bună coregrafie                    | „Holiday” (live)          | Nominalizare |
| 1993                   | Best Art Direction                         | „Rain”                    | Câștigat     |
| 1993                   | Cea mai bunǎ producție pentru un videoclip | „Rain”                    | Câștigat     |
| 1994                   | Cel mai bun videoclip pentru un film       | „I'll Remember”           | Nominalizare |
| 1995                   | Cel mai bun videoclip al unei artiste      | „Take a Bow”              | Câștigat     |
| 1995                   | Cel mai bun videoclip dance                | „Human Nature”            | Nominalizare |
| 1995                   | Cea mai bunǎ coregrafie                    | „Human Nature”            | Nominalizare |
| 1995                   | Cele mai bune efecte speciale              | „Human Nature”            | Nominalizare |
| 1995                   | Best Art Direction                         | „Take a Bow”              | Nominalizare |
| 1996                   | Cea mai bunǎ producție pentru un videoclip | „You'll See”              | Nominalizare |
| 1998                   | Videoclipul anului                         | „Ray of Light”            | Câștigat     |
| 1998                   | Cel mai bun videoclip al unei artiste      | „Ray of Light”            | Câștigat     |
| 1998                   | Cel mai bun videoclip dance                | „Ray of Light”            | Nominalizare |
| 1998                   | Videoclipul care a fǎcut ravagii           | „Ray of Light”            | Nominalizare |
| 1998                   | Cea mai bunǎ regizare                      | „Ray of Light”            | Câștigat     |
| 1998                   | Cea mai bunǎ coregrafie                    | „Ray of Light”            | Câștigat     |
| 1998                   | Cele mai bune efecte speciale              | „Frozen”                  | Câștigat     |
| 1998                   | Cea mai bunǎ editare                       | „Ray of Light”            | Câștigat     |
| 1998                   | Cea mai bunǎ producție pentru un videoclip | „Ray of Light”            | Nominalizare |
| 1999                   | Cel mai bun videoclip al unei artiste      | „Beautiful Stranger”      | Nominalizare |
| 1999                   | Cel mai bun videoclip pentru un film       | „Beautiful Stranger”      | Câștigat     |
| 1999                   | Cele mai bune efecte speciale              | „Nothing Really Matters”  | Nominalizare |
| 1999                   | Cea mai bunǎ producție pentru un videoclip | „Beautiful Stranger”      | Nominalizare |
| 2000                   | Cea mai bunǎ producție pentru un videoclip | „American Pie”            | Nominalizare |
| 2001                   | Cel mai bun videoclip al unei artiste      | „Don't Tell Me”           | Nominalizare |
| 2001                   | Cea mai bunǎ coregrafie                    | „Don't Tell Me”           | Nominalizare |
| 2003                   | Cel mai bun videoclip pentru un film       | „Die Another Day”         | Nominalizare |
| 2006                   | Videoclipul anului                         | „Hung Up”                 | Nominalizare |
| 2006                   | Cel mai bun videoclip al unei artiste      | „Hung Up”                 | Nominalizare |
| 2006                   | Cel mai bun videoclip pop                  | „Hung Up”                 | Nominalizare |
| 2006                   | Cel mai bun videoclip dance                | „Hung Up”                 | Nominalizare |
| 2006                   | Cea mai bunǎ coregrafie                    | „Hung Up”                 | Nominalizare |
| 2008                   | Cel mai bun dans                           | „4 Minutes”               | Nominalizare |

### Globurile de Aur
| Anul             | Genul                                    | Albumul/Premiul                 | Rezultatul  |
| ---------------- | ---------------------------------------- | ------------------------------- | ----------- |
| Globurile de Aur |                                          |                                 |             |
| 1992             | Original Song, Music & Lyrics            | „This Used to by My Playground” | Nominalizat |
| 1997             | Best Actress                             | Evita                           | Câștigat    |
| 1997             | Best Original Song from a Motion Picture | „You Must Love Me”              | Câștigat    |
| 2003             | Best Original Song                       | „Die Another Day”               | Nominalizat |

### Premiile Juno
| Anul          | Genul                     | Albumul/Premiul              | Rezultatul  |
| ------------- | ------------------------- | ---------------------------- | ----------- |
| Premiile Juno |                           |                              |             |
| 1986          | Best International Album  | True Blue                    | Câștigat    |
| 1991          | Best International Single | „Vogue”                      | Câștigat    |
| 2007          | Album Of The Year         | Confessions on a Dance Floor | Nominalizat |

### Premiile Much Music
| Anul                | Genul                           | Albumul/Premiul | Rezultatul  |
| ------------------- | ------------------------------- | --------------- | ----------- |
| Premiile Much Music |                                 |                 |             |
| 1998                | Best International Video        | „Ray of Light”  | Câștigat    |
| 2008                | Best International Video Artist | „4 Minutes”     | Nominalizat |

### Premiile NRJ
| Anul         | Genul                           | Albumul/Premiul | Rezultatul |
| ------------ | ------------------------------- | --------------- | ---------- |
| Premiile NRJ |                                 |                 |            |
| 2001         | Artista internațională a anului | —               | Câștigat   |
| 2001         | Albumul internațional al anului | Music           | Câștigat   |
| 2004         | Premiu onorific                 | —               | Câștigat   |
| 2006         | Artista internațională a anului | —               | Câștigat   |

### Rolling Stone
| Anul          | Genul | Albumul/Premiul                                                   | Rezultatul |
| ------------- | ----- | ----------------------------------------------------------------- | ---------- |
| Rolling Stone |       |                                                                   |            |
| —             | —     | Rolling Stone: 100 Greatest Artists of All-Time                   | Locul 36   |
| —             | —     | Rolling Stone & MTV: 100 Greatest Pop Songs - „Like a Virgin”     | Locul 4    |
| —             | —     | Rolling Stone & MTV: 100 Greatest Pop Songs - „Vogue”             | Locul 19   |
| —             | —     | Rolling Stone & MTV: 100 Greatest Pop Songs - „Papa Don't Preach” | Locul 62   |

### People's Choice Awards
| Anul                   | Genul                             | Albumul/Premiul                               | Rezultatul  |
| ---------------------- | --------------------------------- | --------------------------------------------- | ----------- |
| People's Choice Awards |                                   |                                               |             |
| 1986                   | Favorite Female Musical Performer | —                                             | Câștigat    |
| 2004                   | Favorite Combined Forces          | „Me Against the Music” (feat. Britney Spears) | Nominalizat |
| 2008                   | Favorite Combined Forces          | „4 Minutes (feat. Justin Timberlake)          | Nominalizat |

### Premii Oscar
| Anul           | Genul              | Albumul/Premiul    | Rezultatul |
| -------------- | ------------------ | ------------------ | ---------- |
| Premiile Oscar |                    |                    |            |
| 1991           | Best Original Song | „Sooner or Later”  | Câștigat   |
| 1997           | Best Original Song | „You Must Love Me” | Câștigat   |

### PremiileThe Sun
| Anul             | Genul                   | Albumul/Premiul | Rezultatul |
| ---------------- | ----------------------- | --------------- | ---------- |
| Premiile The Sun |                         |                 |            |
| 2006             | Artista anului          | —               | Câștigat   |
| 2006             | Artistul live al anului | —               | Câștigat   |

## Alte recunoașteri în muzică
| Anul      | Genul                 | Albumul/Premiul                       | Rezultatul |
| --------- | --------------------- | ------------------------------------- | ---------- |
| Billboard |                       |                                       |            |
| 2009      | Artists of the Decade | —                                     | Locul 58   |
| 2009      | Hot 100 Artists       | —                                     | Locul 54   |
| 2009      | Billboard 200 Albums  | Music                                 | Locul 159  |
| 2009      | Billboard 200 Artists | —                                     | Locul 68   |
| 2009      | Digital Songs         | „4 Minutes” (feat. Justin Timberlake) | Locul 44   |

## Premii pentru cariera în film

### Premii Zmeura de Aur
| Anul          | Genul                             | Albumul/Premiul     | Rezultatul  |
| ------------- | --------------------------------- | ------------------- | ----------- |
| Zmeura de Aur |                                   |                     |             |
| 1986          | Worst Actress                     | Shanghai Surprise   | Câștigat    |
| 1987          | Worst Actress                     | Who's That Girl     | Câștigat    |
| 1993          | Worst Actress                     | Body of Evidence    | Câștigat    |
| 2000          | Worst Actress of the Century      | —                   | Câștigat    |
| 2001          | Worst Actress                     | The Next Best Thing | Câștigat    |
| 2004          | Worst Picture                     | Swept Away          | Câștigat    |
| 2004          | Worst Screen Couple               | Swept Away          | Câștigat    |
| 2004          | Worst Actress                     | Swept Away          | Câștigat    |
| 2005          | Worst Drama of Our First 25 Years | Swept Away          | Nominalizat |